# Jacques Lauriston
Jacques Alexandre Bernard Law de Lauriston, född 1 februari 1768 i Pondichéry i Indien, död 11 juni 1828 i Paris, var en fransk markis och marskalk av Frankrike. Han var brorsons son till John Law.

## Biografi
Lauriston var kamrat med Napoleon Bonaparte i militärskolan i Brienne, vilken han 1785 lämnade som officer vid artilleriet. Efter att ha deltagit i republikens krig intill 1796 tog han avsked, men blev 1800 adjutant hos förste konsuln och användes i diplomatiska värv, bland annat 1801 till Köpenhamn, då han tog del i denna stads försvar mot engelska flottan i slaget vid Köpenhamn.
Utnämnd till divisionsgeneral 1805 deltog han samma år i slaget vid Austerlitz, besatte 1806 Venedig och Ragusa, följde 1808 Napoleon till Spanien, utmärkte sig 1809 i slaget vid Wagram och avgick 1811 som ambassadör till Sankt Petersburg. 1812 tjänstgjorde Lauriston åter vid armén, förde eftertruppen vid återtåget från Ryssland, kommenderade 5:e armékåren i Tyskland 1813 och blev fången i slaget vid Leipzig 19 november. Efter Napoleons fall slöt Lauriston sig till bourbonska restaurationen, blev 1815 pär, 1817 markis, 1820 minister för det kungliga huset och 1823 marskalk av Frankrike samt förde samma år befälet över ockupationsarmén i Spanien.